# Retrait sur tentative de vol

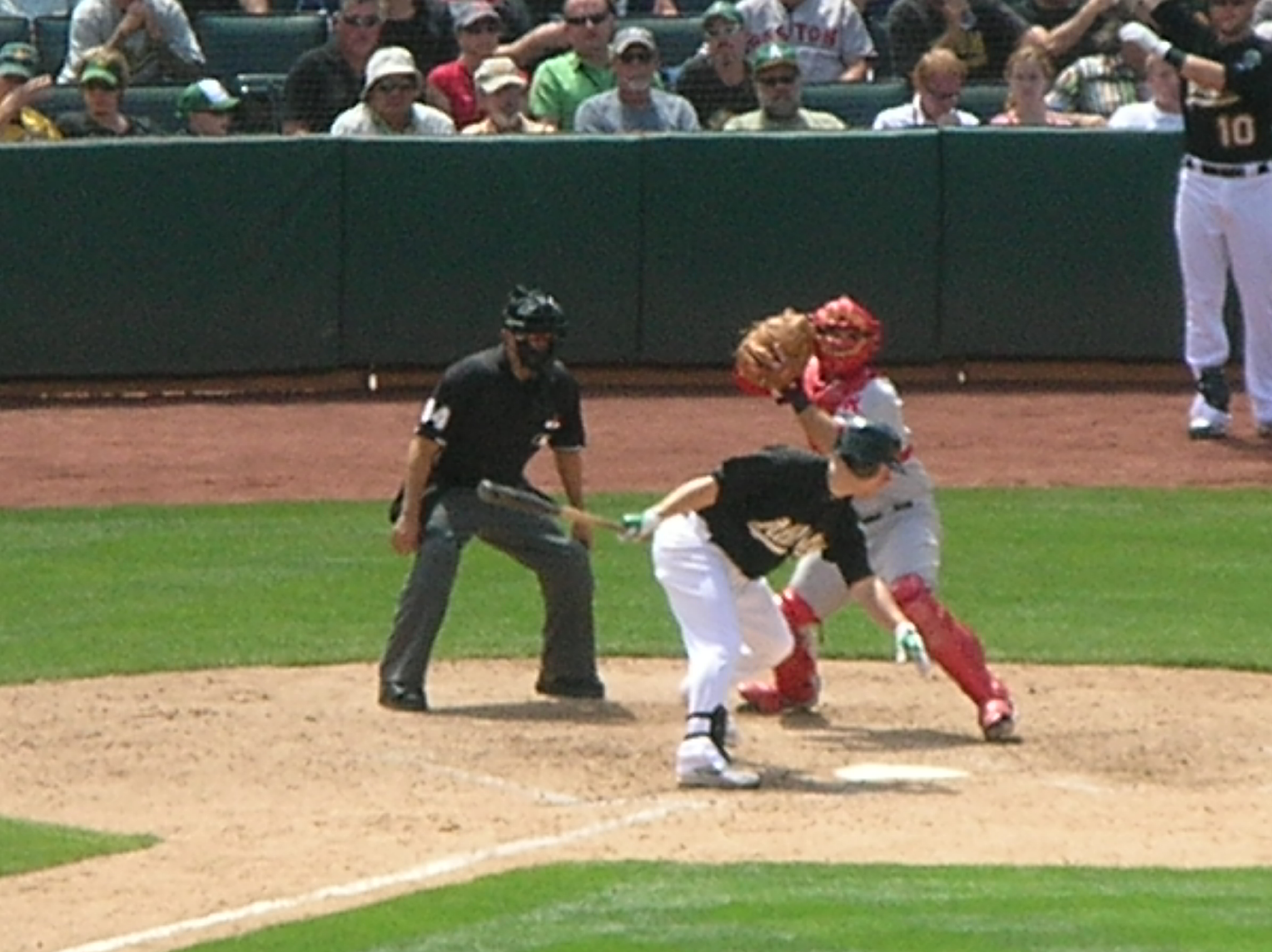
Le receveur Dusty Brown (en rouge et gris) s'apprête à effectuer un lancer pour retirer un coureur adverse qui tente de voler un but.

Un retrait sur tentative de vol (en anglais caught stealing) est un terme employé au baseball pour désigner un retrait effectué par la défense au détriment d'un coureur qui tente d'accéder à la base suivante de son propre gré.

## Définition
Ces situations concernent des jeux en deuxième base ou en troisième base, lorsqu'un un joueur de la défense touche le coureur parti avant, pendant ou après le relais du lanceur, avec la balle dans son gant (balle relayée par le receveur) avant que ce dernier n'ait atteint la base. Il est plus difficile pour le receveur de relayer à temps et correctement en deuxième base qu'en troisième base (distance plus longue), c'est pourquoi la plupart des retraits sur tentative de vol s'effectuent en deuxième base. Cependant, cette situation se produit aussi en troisième base.
Le retrait sur tentative de vol, à l'instar du but volé est couvert par la section 10.07 du livre de règlements des Ligues majeures de baseball.
En statistique, le retrait sur tentative de vol (en anglais CS) est le pendant des bases volées (en anglais SB) et permet de calculer la moyenne de réussite de vol de but (en anglais SB%), qui indique l'efficacité d'un coureur rapide sur bases.
Le recordman de retraits sur tentative de vol en Ligue majeure de baseball est Rickey Henderson. C'est aussi lui qui détient le record de bases volées.

## Records

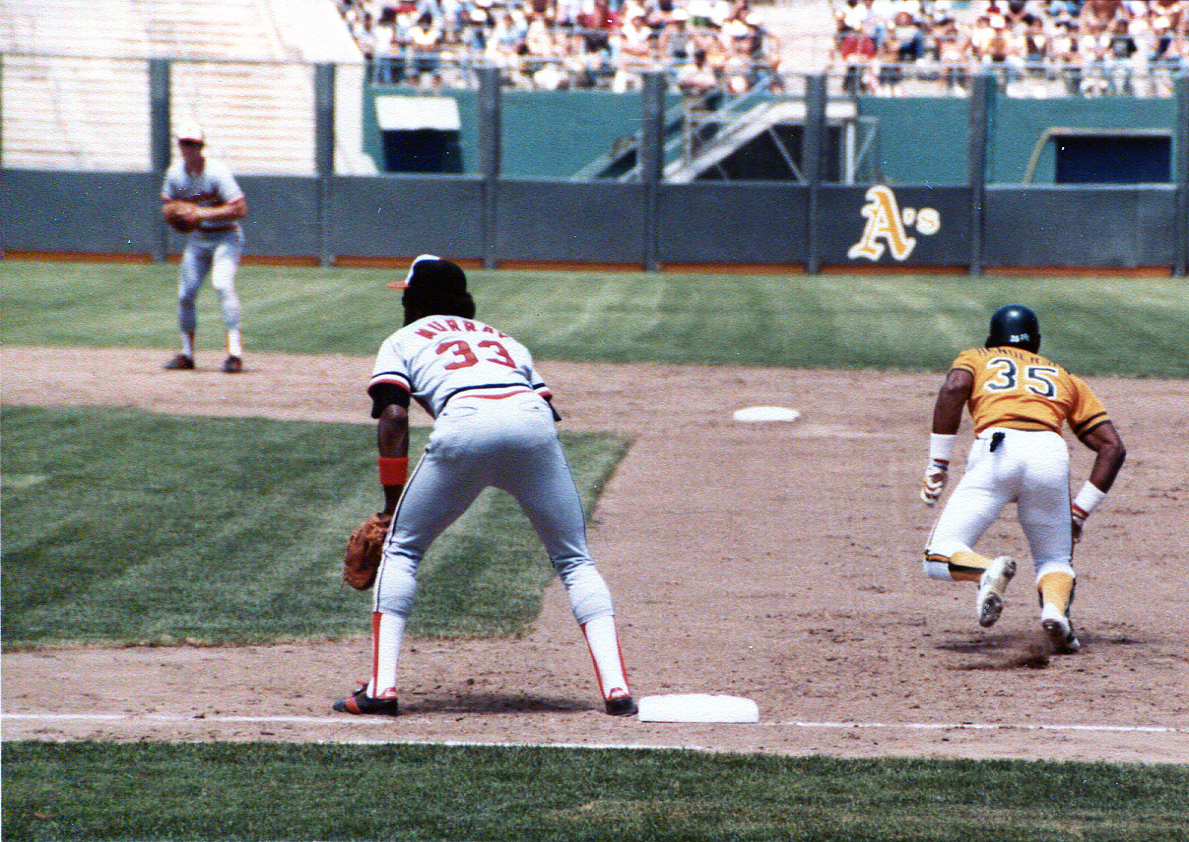
Rickey Henderson (à droite) s'apprête à tenter de voler le deuxième but.

Les records des Ligues majeures de baseball pour les retraits sur tentative de vol consacrent souvent les joueurs qui comptabilisent le plus de vols de base, ce qui est logique puisque c'est en tentant de voler qu'on risque de se faire retirer.

### En carrière[2]
1. Rickey Henderson - 335
2. Lou Brock - 307
3. Brett Butler - 257
4. Maury Willis - 208
5. Bert Campaneris - 199
6. Rod Carew - 187
7. Otis Nixon - 186
8. Omar Moreno - 182
9. Cesar Cedeno - 179
10. Ty Cobb - 178

Le "meneur" pour les retraits sur tentative de vol parmi les joueurs toujours en activité est Juan Pierre qui en compte 540 à la mi-saison 2011.

### En une saison[3]
1. Rickey Henderson - 42 en 1982 avec les Oakland Athletics
2. Ty Cobb -	38 en 1915 avec les Detroit Tigers
3. Miller Huggins - 36 en 1914 avec les St. Louis Cardinals
4. George Burns - 35 en 1913 avec les New York Giants
5. Ty Cobb -	34 en 1912 avec les Detroit Tigers
6. Lou Brock - 33 en	1974 avec les St. Louis Cardinals
7. Harry Lord - 33 en 1912 avec les Chicago White Sox
8. Omar Moreno - 33 en 1980 avec les Pittsburgh Pirates
9. Doc Cook - 32 en 1914 avec les New York Yankees
10. Eddie Murphy - 32 en 1914 avec les Philadelphia Athletics